# Eclética Química
Eclética Química è una rivista accademica edita dalla Universidade Estadual Paulista Júlio de Mesquita Filho che si occupa di molteplici ambiti della chimica . È una rivista trimestrale (quattro pubblicazioni all'anno) di libera consultazione (libero accesso) i cui articoli sono spesso in portoghese ma talvolta in doppia lingua portoghese/inglese o direttamente in inglese.